# Emblas Saga
Emblas Saga is het tweede album van de Zweedse Powermetal, Heavy Metalband Brothers of Metal, uitgebracht in 2020.

## Tracklist
1. Brood of the Trickster – 1:56
2. Powersnake – 3:43
3. Hel – 4:40
4. Chain Breaker – 3:53
5. Kaunaz Dagaz – 4:13
6. Theft of the Hammer – 4:10
7. Weaver of Fate – 4:45
8. Njord – 3:50
9. Emblas Saga – 7:14
10. Brothers Unite – 4:06
11. One – 4:17
12. Ride of the Valkyries – 3:26
13. To the Skies and Beyond – 4:53

## Line-up
- Ylva Eriksson – zang
- Joakim Lindbäck Eriksson – zang
- Mats Nilsson – zang
- Dawid Grahn – gitaar
- Pähr Nilsson – gitaar
- Mikael Fehrm – gitaar
- Emil Wärmedal – basgitaar
- Johan Johansson – slaginstrumenten